# Plancinus brevipes
Plancinus brevipes là một loài nhện trong họ Thomisidae.
Loài này thuộc chi Plancinus. Plancinus brevipes được Eugène Simon miêu tả năm 1886.